# مشتی الشلاهمه
مشتی الشلاهمه (به عربی: مشتی الشلاهمة) یک روستا در سوریه است که در ناحیه مرکزی سقیلبیه واقع شده‌است. مشتی الشلاهمه ۳۲۶ نفر جمعیت دارد.